# Savage Garden
Savage Garden là bộ đôi nhạc pop người Úc bao gồm Darren Hayes hát chính và Daniel Jones phối nhạc. Được thành lập tại Brisbane, Queensland vào năm 1993, bộ đôi này đã đạt được những thành công quốc tế vào giữa những năm 1990, đầu những năm 2000 với các đĩa đơn ăn khách như "I Want You", "To the Moon and Back", "Truly Madly Deeply", "The Animal Song" và "I Knew I Loved You".
Hai album phòng thu của ban nhạc là  Savage Garden và Affirmation đạt vị trí số 1 tại Úc, lọt vào top 10 ở cả Vương quốc Anh và Hoa Kỳ. Các album này đã bán được 23 triệu bản trên toàn thế giới. Ban nhạc đã giành được số lượng kỷ lục là 10 Giải thưởng Âm nhạc ARIA 1997 cho album đầu tay và các đĩa đơn liên quan khác. Ban nhạc tan rã vào năm 2001 và Hayes tiếp tục hoạt động solo.

## Lịch sử hoạt động

### 1993–1995: Hình thành
Năm 1993, nghệ sĩ đa nhạc cụ kiêm nhà sản xuất Daniel Jones đã đăng một quảng cáo trên tờ báo Time Off của Brisbane để tìm kiếm giọng ca cho ban nhạc Red Edge 5 thành viên của anh ấy. Darren Hayes lúc đó đang theo học đại học, là người duy nhất hồi âm và tham gia sau buổi thử giọng đầu tiên.
Red Edge đã trình diễn tại các quán rượu và câu lạc bộ dọc theo Gold Coast, trong khi Hayes và Jones bắt đầu viết nhạc. Vào tháng 6 năm 1994, Hayes và Jones rời Red Edge để bắt đầu theo đuổi sự nghiệp cùng nhau là Crush. Ban nhạc sau đó đổi thành Savage Garden lấy ý tưởng từ câu "Beauty was a Savage Garden" trong loạt tiểu thuyết The Vampire Chronicles (Biên niên sử Ma cà rồng) của nữ tiểu thuyết gia người Mỹ Anne Rice.
Đến cuối năm đó, bộ đôi đã có đủ bài hát cho một băng ghi âm thử nghiệm. Họ đã gửi 150 bản ghi âm cho các công ty thu âm khác nhau trên thế giới. John Woodruff, người đã quản lý những nghệ sĩ danh tiếng như The Angels, Baby Animals, Diesel chính là người duy nhất có động thái tích cực, và nhanh chóng trở thành quản lý của Savage Garden bằng bản hợp đồng với Roadshow/Warner Music. Năm 1995, họ vào phòng thu để thực hiện album đầu tay với nhà sản xuất Charles Fisher, người đã từng làm việc với Air Supply, Moving Pictures, 1927.

### 1996–1998: Album ra mắt
Vào tháng 5 năm 1996, Savage Garden phát hành đĩa đơn đầu tay "I Want You" mang nhãn hiệu của Roadshow Music. Nó đạt vị trí thứ 4 trên bảng xếp hạng đĩa đơn của Hiệp hội Công nghiệp ghi âm Úc (ARIA), và là nghệ sĩ Úc có vị trí cao nhất (trong số bảng xếp hạng đĩa đơn Úc năm 1996. Vào ngày 30 tháng 9, ban nhạc lần đầu tiên có vinh dự nhận được đề cử Giải thưởng Âm nhạc ARIA ở hạng mục "Nghệ sĩ có đĩa đơn đột phá" với "I Want You".
Thành công của họ đã thu hút được sự quan tâm của các hãng thu âm quốc tế và ban nhạc đã ký hợp đồng với Columbia Records. Giám đốc điều hành của hãng đã đưa Darren Hayes và Daniel Jones đến Sydney trong 8 tháng, nơi họ sẽ thực hiện các bài hát cho album đầu tay được phát hành vào năm 1997. Vào tháng 11 năm 1996, đĩa đơn "To the Moon and Back" được phát hành và đạt vị trí số 1 trong bảng xếp hạng vào tháng 1 năm 1997.
"I Want You" được phát hành tại Bắc Mỹ vào tháng 2 năm 1997, và đạt được vị trí thứ 4 trên bảng xếp hạng Billboard Hot 100 của Mỹ và đến tháng 4 đã đạt được vị trí vàng theo Hiệp hội Công nghiệp Ghi âm Hoa Kỳ (RIAA). Nó đạt vị trí số 1 trên Bảng xếp hạng Đĩa đơn Canada. "Truly Madly Deeply", là đĩa đơn thứ ba của ban nhạc được phát hành vào tháng 3 năm 1997, nhanh chóng leo lên vị trí số 1 trên bảng xếp hạng tại Úc, đồng thời trở thành bài hát mang tính biểu tượng của ban nhạc. Trong tháng 3, album đầu tay của bộ đôi có tên Savage Garden ra mắt,  lọt vào bảng xếp hạng album tại Úc ở vị trí số 1 và đạt vị trí cao nhất ở đó trong tổng cộng 19 tuần.
Theo nhà sử học nhạc rock Ian McFarlane "[Nó] bộc lộ ảnh hưởng của nhạc pop Vương quốc Anh những năm 1980 đối với sáng tác của Hayes và Jones. Giai điệu của Tears for Fears hòa quyện nhuần nhuyễn với những cách sắp xếp giống như Eurythmics, trong khi cây đàn ghita kiểu Cure làm đóng băng chiếc bánh. Album được phát hành quốc tế hai tuần sau đó. "I Want You" đã được phát hành trên khắp châu Âu vào tháng 4 và đạt vị trí thứ 11 trên Bảng xếp hạng đĩa đơn của Vương quốc Anh. Vào cuối tháng 5, "To the Moon and Back" là bài hát được phát nhiều nhất trên đài phát thanh ở Mỹ.
Vào tháng 6, đĩa đơn thứ tư có tựa đề "Break Me Shake Me" được phát hành tại Úc với tư cách là album đạt vị trí thứ 3 trên bảng xếp hạng Billboard 200 của Mỹ và đạt được chứng nhận vàng bởi RIAA. Vào tháng 9, Savage Garden đã giành được kỷ lục 10 giải thưởng ARIA trong tổng số 13 đề cử cho album và các đĩa đơn liên quan. Tiếp sau đó ban nhạc ra đĩa đơn thứ năm tại Úc có tên "Universe" trong tháng 11. "Truly Madly Deeply" trở thành bản phát hành thứ ba của họ tại Mỹ và chiếm lĩnh vị trí "Candle in the Wind" của Elton John sau 14 tuần ở vị trí số 1.
Vào tháng 1 năm 1998, "All Around Me", được phát hành dưới dạng đĩa đơn phát thanh duy nhất ở Úc, mặc dù khoảng 3000 bản đã được phát đi trong buổi hòa nhạc thứ hai của họ ở Brisbane. Vào cuối năm đó, "Truly Madly Deeply" là bài hát được phát nhiều nhất trên đài phát thanh ở Mỹ, và là đĩa đơn duy nhất cả một năm đứng trong top 30 của Billboard Hot 100. Vào tháng 11 , "Santa Monica", đĩa đơn cuối cùng của album được phát hành độc quyền tại Nhật Bản, kèm theo một video về buổi biểu diễn trực tiếp tại Hard Rock Cafe.
Tính đến năm 2005, Savage Garden đã có được 12 lần chứng nhận bạch kim ở Úc, 7 lần chứng nhận bạch kim ở Mỹ, 3 lần chứng nhận bạch kim ở Canada, và 2 lần chứng nhận bạch kim ở các nước New Zealand, Singapore, và Vương quốc Anh.

### 1999–2000:Affirmation
Vào tháng 2 năm 1999, "The Animal Song" được giới thiệu trong bộ phim The Other Sister trở thành bản hit đứng thứ ba của Úc và nằm trong top 20 tại Vương quốc Anh và Hoa Kỳ. Vào tháng 9, ban nhạc phát hành "I Knew I Loved You" - một bản ballad tình yêu đạt vị trí thứ 4 tại Úc và vị trí thứ 10 tại Vương quốc Anh. Tiếp theo là album thứ hai có tựa đề Affirmation được sản xuất bởi Walter Afanasieff (người đã từng làm việc với Ricky Martin, Mariah Carey, Céline Dion) vào tháng 11.
Nó được McFarlane mô tả là "nhạc pop thuần túy không pha trộn, tự hào với những giai điệu lôi cuốn và sản phẩm âm nhạc mượt mà và quý phái". Album đạt vị trí số 1 tại Úc và có tổng cộng 8 lần dành chứng nhận doanh số đĩa bạch kim. Trong vòng một tháng, nó đã đạt đĩa bạch kim tại Hoa Kỳ, một phần là do thành công của đĩa đơn "I Knew I Loved You", đạt vị trí số 1 trên Hot 100, đạt đĩa bạch kim và trở thành đĩa đơn được phát nhiều nhất trên đài phát thanh Hoa Kỳ trong năm.
Affirmation  là một bước ngoặt mới cho Savage Garden, đó là nhạc pop chính thống và một số bài hát mang âm hưởng người lớn đương đại. Thành công trong năm đánh dấu bằng việc ban nhạc chiến thắng tại hai hạng mục của Giải thưởng Âm nhạc Billboard dành cho đĩa đơn người lớn đương đại của năm và 100 đĩa đơn ăn khách nhất trong năm.
Vào tháng 2 năm 2000, khi "Crash and Burn" trở thành đĩa đơn thứ ba trong album thứ hai, "Truly Madly Deeply" năm 1997 vẫn nằm trên Bảng xếp hạng Monitor/Billboard Adult Contemporary Airplay Chart, phá vỡ kỷ lục về thời giạn trên bảng xếp hạng lúc đó. Cuối cùng thì nó cũng giảm sau 123 tuần, trong khi "Crash and Burn" đạt vị trí thứ 10.
Vào tháng 6, Hayes đã biểu diễn "O Sole Mio" tại buổi hòa nhạc từ thiện hàng năm Pavarotti & Những người bạn của giọng nam cao người Ý Luciano Pavarotti. Thành công của Savage Garden được phản ánh tại Giải thưởng âm nhạc Billboard, nơi họ giành giải video đương đại dành cho nam hay nhất và Bài hát đương đại dành cho người lớn số một năm với ca khúc "I Knew I Loved You" và Nghệ sĩ đương đại nam số một của năm. "I Knew I Loved You" cũng góp mặt trên bảng xếp hạng phát sóng đương đại dành của Monitor/Billboard trong 124 tuần.
Ban nhạc đã biểu diễn Affirmation tại Lễ bế mạc Thế vận hội Mùa hè 2000 vào tháng 9 năm 2000.

### 2001: Tan rã
Cuối năm 2001, giới truyền thông đồn đoán rằng ban nhạc sẽ tan rã do Hayes bắt đầu một album solo của mình. Anh thông báo rằng, Jones đang tạm nghỉ công việc để tập trung cho công việc của một hãng thu âm do anh thành lập. Ban nhạc tạm ngừng hoạt động nhưng dự kiến sẽ cải tiến vào đầu năm 2002. Tuy nhiên, vào tháng 10 năm 2001, Hayes thông báo rằng, Savage Garden đã tan rã. Hayes và Jones đã đồng ý rằng họ sẽ đường ai nấy đi sau khi kết thúc chuyến lưu diễn cho album thứ hai. Sau khi thông báo, trang chính của ban nhạc đã đăng một tuyên bố:
Chúng tôi vô cùng biết ơn người hâm mộ trên toàn thế giới vì sự ủng hộ đáng kinh ngạc trong những năm qua. Thành công của Savage Garden và thời gian chúng tôi bên nhau là một trải nghiệm tuyệt vời ... một trải nghiệm mà chúng tôi sẽ không bao giờ quên. Chúng tôi chỉ hy vọng rằng tất cả các bạn hiểu sự cần thiết cá nhân của chúng tôi để tiếp tục phát triển.

Trong một cuộc phỏng vấn trên mạng musicMax, Hayes nói vài tuần trước khi phát hành album thứ hai rằng, Jones không thích danh tiếng mà ban nhạc đang nhận được và cảm thấy không hạnh phúc. Hayes muốn tiếp tục hoạt động trong lĩnh vực âm nhạc với tư cách là một nghệ sĩ solo. Đĩa đơn solo đầu tiên của anh ấy có tên "Insatiable" được phát hành vào tháng 1 năm 2002 và album solo của anh ấy, Spin ra mắt vào tháng 3. Trong album có một số bài hát đáng chú ý gồm  "I Miss You", "Strange Relationship", và "Crush (1980 Me)". Hayes đã phát hành nhiều album solo hơn.
Jones thành lập công ty sản xuất của riêng mình tên là Meridien Musik và xây dựng phòng thu âm Level 7 Studios, nơi đã thu âm cho các ban nhạc Aneiki hay Bachelor Girl. Vào tháng 8 năm 2007, Hayes được The Daily Telegraph hỏi liệu anh và Jones có bao giờ tính đến chuyện tái hợp hay không. Anh ấy đột ngột trả lời rằng, "Không, không bao giờ. Tôi đã từng nói rằng tôi sẽ chỉ làm điều đó nếu nó chữa khỏi bệnh ung thư, và đó vẫn là cảm nhận của tôi lúc này."

### 2005: Truly Madly Complete
Album tổng hợp thành công nhất Truly Madly Complete: The Best of Savage Garden được phát hành vào ngày 7 tháng 11 năm 2005, trong đó có một đĩa đơn mới của Darren Hayes mang tên "So Beautiful". Một số biến thể của bản phát hành cũng bao gồm một DVD kèm theo một số video clip nhạc, cũng như phim tài liệu Parallel Lives, đã được phát hành trước đó như một tính năng bổ sung của DVD/VHS Superstars and Cannonballs.

### 2015: Savage Garden: The Singles
Để kỷ niệm 20 năm thành lập ban nhạc, một album tổng hợp mới có tựa đề Savage Garden: The Singles đã được phát hành vào ngày 12 tháng 6 năm 2015, trong đó một bản demo chưa từng được tung ra trước đây sản xuất từ năm 1994 có tựa đề She. Darren Hayes nói về bản thu âm này, "Đã lâu lắm rồi, nhưng hồi ức của tôi là tôi viết về mối quan hệ mà tôi có, và tiếp tục có, với những người phụ nữ trong cuộc đời tôi. Từ chị gái cho đến mẹ tôi và tất cả bạn bè và những mối người phụ nữ tuyệt vời trong liên quan đến cuộc sống của tôi. Tôi biết mình mang ơn những người phụ nữ vô cùng mạnh mẽ đã yêu thương và dạy tôi thế nào là mạnh mẽ và thành công trong một thế giới mà đôi khi bạn cảm thấy bị đánh giá thấp". Album tổng hợp cũng có sự xuất hiện của các bài hát trong hai album lớn của ban nhạc ghi lại qua buổi biểu diễn trực tiếp.

## Đĩa nhạc

### Album phòng thu
| Tiêu đề       | Chi tiết Album                                                                         | Vị trí xếp hạng cao nhất | Vị trí xếp hạng cao nhất | Vị trí xếp hạng cao nhất | Vị trí xếp hạng cao nhất | Vị trí xếp hạng cao nhất | Vị trí xếp hạng cao nhất | Vị trí xếp hạng cao nhất | Vị trí xếp hạng cao nhất | Vị trí xếp hạng cao nhất | Vị trí xếp hạng cao nhất | Chứng nhận (doanh số)                                                                     |
| Tiêu đề       | Chi tiết Album                                                                         | AUS                      | AUT                      | CAN                      | FRA                      | GER                      | NZ                       | SWE                      | SWI                      | UK                       | US                       | Chứng nhận (doanh số)                                                                     |
| ------------- | -------------------------------------------------------------------------------------- | ------------------------ | ------------------------ | ------------------------ | ------------------------ | ------------------------ | ------------------------ | ------------------------ | ------------------------ | ------------------------ | ------------------------ | ----------------------------------------------------------------------------------------- |
| Savage Garden | - Phát hành: 4 tháng 3 năm 1997 - Hãng: Columbia (#4871612) - Định dạng: CD, cassette  | 1                        | 10                       | 2                        | 7                        | 14                       | 1                        | 1                        | 8                        | 2                        | 3                        | - ARIA: 12× Bạch kim - BPI: 3× Bạch kim - BVMI: Vàng - MC: Kim cương - RIAA: 7× Bạch kim  |
| Affirmation   | - Phát hành: 8 tháng 12 năm 1999 - Hãng: Columbia (#4949352) - Định dạng: CD, cassette | 1                        | 26                       | 1                        | 45                       | 11                       | 3                        | 1                        | 8                        | 7                        | 6                        | - ARIA: 8× Bạch kim - BPI: 3× Bạch kim - BVMI: Vàng - MC: 2× Bạch kim - RIAA: 3× Bạch kim |

### Album tổng hợp
| Tiêu đề                                           | Chi tiết album                                                                        | Vị trí xếp hạng cao nhất | Vị trí xếp hạng cao nhất | Vị trí xếp hạng cao nhất | Vị trí xếp hạng cao nhất | Vị trí xếp hạng cao nhất | Chứng nhận (doanh số)        |
| Tiêu đề                                           | Chi tiết album                                                                        | AUS                      | JPN                      | NZ                       | SWE                      | UK                       | Chứng nhận (doanh số)        |
| ------------------------------------------------- | ------------------------------------------------------------------------------------- | ------------------------ | ------------------------ | ------------------------ | ------------------------ | ------------------------ | ---------------------------- |
| Truly Madly Deeply – Ultra Rare Tracks            | - Phát hành: 14 tháng 4 năm 1998 (chỉ tại Nhật Bản) - Hãng: Sony - Định dạng: CD      | —                        | 56                       | —                        | —                        | —                        |                              |
| The Future of Earthly Delites                     | - Phát hành: 30 tháng 4 năm 1998 - Hãng: Columbia - Định dạng: CD                     | —                        | —                        | —                        | —                        | —                        |                              |
| Ultra Hit Tracks                                  | - Phát hành: 2 tháng 1 năm 2000 (chỉ tại Nhật Bản) - Hãng: Sony - Định dạng: CD       | —                        | —                        | —                        | —                        | —                        |                              |
| Affirmation: The B-Sides                          | - Phát hành: 23 tháng 3 năm 2000 (chỉ tại Nhật Bản) - Hãng: Sony - Định dạng: CD      | —                        | —                        | —                        | —                        | —                        |                              |
| Truly Madly Completely: The Best of Savage Garden | - Phát hành: 1 tháng 12 năm 2005 - Hãng: Columbia - Định dạng: CD, tải nhạc, DVD      | 11                       | 58                       | 15                       | 31                       | 25                       | - ARIA: Bạch kim - BPI: Vàng |
| The Singles                                       | - Phát hành: 12 tháng 6 năm 2015 - Hãng: JWM, Universal - Định dạng: CD/DVD, tải nhạc | 15                       | 47                       | —                        | —                        | 193                      |                              |

### Đĩa đơn
| "I Want You"                                                          | 1996 | 4  | 1  | 15 | 38 | 24 | —  | 13 | 11 | 11 | 4  | - ARIA: Bạch kim - RIAA: Vàng                    | Savage Garden |
| "To the Moon and Back"                                                | 1996 | 1  | 11 | 11 | 14 | 14 | —  | 4  | 11 | 3  | 24 | - ARIA: Bạch kim - BPI: Bạch kim                 | Savage Garden |
| "Truly Madly Deeply"                                                  | 1997 | 1  | 1  | 9  | 11 | 2  | 2  | 12 | 2  | 4  | 1  | - ARIA: 2× Bạch kim - BPI: Bạch kim - RIAA: Vàng | Savage Garden |
| "Break Me Shake Me"                                                   | 1997 | 7  | 23 | —  | 86 | —  | —  | 8  | 39 | —  | —  | - ARIA: Vàng                                     | Savage Garden |
| "Universe"                                                            | 1997 | 26 | —  | —  | —  | —  | —  | 25 | —  | —  | —  |                                                  | Savage Garden |
| "Santa Monica"                                                        | 1998 | —  | —  | —  | —  | —  | —  | —  | —  | —  | —  |                                                  | Savage Garden |
| "Tears of Pearls"                                                     | 1999 | —  | —  | —  | —  | —  | —  | —  | 32 | —  | —  |                                                  | Savage Garden |
| "The Animal Song"                                                     | 1999 | 3  | 5  | —  | —  | 19 | 50 | 3  | 3  | 16 | 19 | - ARIA: Bạch kim                                 | Affirmation   |
| "I Knew I Loved You"                                                  | 1999 | 4  | 1  | 43 | 34 | 18 | 15 | 3  | 3  | 10 | 1  | - ARIA: Bạch kim - RIAA: Vàng                    | Affirmation   |
| "Crash and Burn"                                                      | 2000 | 16 | 12 | —  | 69 | 41 | —  | 19 | 28 | 14 | 24 | - ARIA: Vàng                                     | Affirmation   |
| "Affirmation"                                                         | 2000 | 16 | 36 | —  | 64 | 23 | 43 | 29 | 26 | 8  | —  | - ARIA: Vàng                                     | Affirmation   |
| "Chained to You"                                                      | 2000 | 21 | —  | —  | —  | —  | —  | —  | —  | —  | —  |                                                  | Affirmation   |
| "Hold Me"                                                             | 2000 | 54 | —  | —  | 79 | 31 | 59 | 14 | —  | 16 | —  |                                                  | Affirmation   |
| "The Best Thing"                                                      | 2001 | —  | —  | —  | —  | —  | —  | —  | —  | 35 | —  |                                                  | Affirmation   |
| "—" Biểu thị đĩa đơn không có bảng xếp hạng hoặc không được phát hành |      |    |    |    |    |    |    |    |    |    |    |                                                  |               |

### Đĩa đơn quảng cáo
| Tiêu đề         | Năm  | Album         |
| --------------- | ---- | ------------- |
| "All Around Me" | 1998 | Savage Garden |

## Video âm nhạc
| Tiêu đề                                                                                           | Năm       | Đạo diễn                                                                |
| ------------------------------------------------------------------------------------------------- | --------- | ----------------------------------------------------------------------- |
| "I Want You": (phiên bản Úc ban đầu) (phiên bản quốc tế) ("I Want You '98")                       | 1996–1998 | Maurice Todman Nigel Dick Chưa xác định (video trực tiếp)               |
| "To the Moon and Back": (phiên bản Úc ban đầu) (phiên bản quốc tế) (phiên bản 1998) (Dance remix) | 1996–1998 | Catherine Caines & Chris Bentley Nigel Dick Adolfo Doring Adolfo Doring |
| "Truly Madly Deeply": (phiên bản Úc ban đầu) (phiên bản quốc tế)                                  | 1997–1998 | Tony McGrath Adolfo Doring                                              |
| "Break Me Shake Me": (phiên bản Úc ban đầu) (phiên bản quốc tế)                                   | 1997–1998 | Adolfo Doring Adolfo Doring                                             |
| "Universe"                                                                                        | 1997      | Catherine Caines                                                        |
| "Santa Monica"                                                                                    | 1998      | Unknown (video trực tiếp)                                               |
| "Tears of Pearls"                                                                                 | 1998      | Adolfo Doring (video trực tiếp)                                         |
| "The Animal Song"                                                                                 | 1999      | Jim Gable                                                               |
| "I Knew I Loved You"                                                                              | 1999      | Kevin Bray                                                              |
| "Crash and Burn"                                                                                  | 2000      | Yariv Gaber                                                             |
| "Affirmation": (phiên bản Úc) (phiên bản quốc tế)                                                 | 2000      | Chưa xác định (clip lịch sử) Chưa xác định (live video trực tiếp)       |
| "Chained to You"                                                                                  | 2000      | Chưa xác định (video trực tiếp)                                         |
| "Hold Me"                                                                                         | 2000      | Alex Keshishian                                                         |
| "The Best Thing"                                                                                  | 2001      | Chưa xác định (video trực tiếp)                                         |

## Vinh danh
Năm 2009, nhân kỷ niệm Q150 về việc tách Queensland khỏi New South Wales vào năm 1859, Savage Garden được công bố là một trong những biểu tượng Q150 của Queensland cho vai trò "Nghệ sĩ có ảnh hưởng". Trong tháng 12 năm 2020, Savage Garden được liệt kê ở vị trí thứ 28 trong Rolling Stone Australia vinh danh 50 nghệ sĩ vĩ đại nhất mọi thời đại của Úc.

### Trích dẫn
1. 1 2 3 4 5 6  McFarlane 'Savage Garden' entry. Retrieved 26 September 2010.
2. ↑  “Affirmation - Savage Garden | Songs, Reviews, Credits”. AllMusic. Truy cập ngày 19 tháng 12 năm 2019.
3. ↑  Block, Debbie Galante (5 tháng 11 năm 2005). “Chris Lord-Alge Brings Mix of Humor, Spirit”. Billboard: 48.
4. 1 2  Nimmervoll, Ed. “Savage Garden”. Howlspace – The Living History of Our Music (Ed Nimmervoll). White Room Electronic Publishing Pty Ltd. Lưu trữ bản gốc ngày 27 tháng 7 năm 2012. Truy cập ngày 9 tháng 2 năm 2014.
5. ↑  Harnisch, Toby. “Savage Garden Biography”. Savage Garden Central (Toby Harnisch). Bản gốc lưu trữ ngày 17 tháng 3 năm 2004. Truy cập ngày 24 tháng 9 năm 2019.
6. ↑  “New Release Summary – Product Available from: 27/5/96 (from The ARIA Report Issue No. 327)”. Imgur.com (original document published by ARIA). Truy cập ngày 2 tháng 4 năm 2017.
7. 1 2 3 4 5  “Discography Savage Garden”. Australian charts portal. Hung Medien. Truy cập ngày 26 tháng 9 năm 2010.
8. ↑  “End of Year Charts – Top 50 Singles 1996”. Australian Recording Industry Association (ARIA). Truy cập ngày 26 tháng 9 năm 2010. Note: Australasian artists are bolded, O.M.C. at No. 4 with "How Bizarre" are from New Zealand. Savage Garden's "I Want You" appears at No. 12.
9. ↑  “ARIA Awards 2010 : History: Winners by Artist: Savage Garden”. Australian Recording Industry Association (ARIA). Bản gốc lưu trữ ngày 6 tháng 7 năm 2011. Truy cập ngày 26 tháng 9 năm 2010.
10. 1 2 3 4 5  “Savage Garden > Charts & Awards > Billboard Singles”. Allmusic. Rovi Corporation. Truy cập ngày 14 tháng 10 năm 2010.
11. 1 2 3 4 5  “RIAA Gold & Platinum”. Recording Industry Association of America (RIAA). Truy cập ngày 14 tháng 10 năm 2010.
12. ↑  “UK Charts > Savage Garden”. Official Charts Company. Truy cập ngày 14 tháng 10 năm 2010.
13. ↑  “Savage Garden > Charts & Awards > Billboard Albums”. Allmusic. Rovi Corporation. Truy cập ngày 14 tháng 10 năm 2010.
14. ↑  “ARIA Awards – History: Winners by Year 1997: 11th Annual ARIA Awards”. Australian Recording Industry Association (ARIA). Bản gốc lưu trữ ngày 26 tháng 9 năm 2007. Truy cập ngày 14 tháng 10 năm 2010.
15. 1 2  “ARIA Charts > Accreditations > 2001 Albums”. Australian Recording Industry Association (ARIA). Truy cập ngày 14 tháng 10 năm 2010.
16. ↑  “CRIA Gold & Platinum”. Canadian Recording Industry Association (CRIA). Bản gốc lưu trữ ngày 11 tháng 1 năm 2016. Truy cập ngày 4 tháng 12 năm 2008.
17. ↑  “BPI Certified Awards”. British Phonographic Industry. Bản gốc lưu trữ ngày 6 tháng 10 năm 2017. Truy cập ngày 14 tháng 10 năm 2010. Note: Requires user to input artist name, e.g. Savage Garden.
18. ↑  “Truly Madly Deeply – Savage Garden”. Billboard. Nielsen Company. Truy cập ngày 15 tháng 10 năm 2010.
19. ↑  “I Knew I Loved You – Savage Garden”. Billboard. Nielsen Company. Truy cập ngày 15 tháng 10 năm 2010.
20. ↑  Eliezer, Christie (5 tháng 10 năm 2001). “Savage Garden confirms split”. Billboard. Bản gốc lưu trữ ngày 5 tháng 10 năm 2001. Truy cập ngày 19 tháng 10 năm 2014.
21. ↑  “Introducing Mr Darren Hayes”. The Daily Telegraph. News Limited (News Corporation). 4 tháng 8 năm 2007. Truy cập ngày 29 tháng 7 năm 2009. When asked whether the pair might ever consider a Spice Girls-style reunion the response was abrupt. "No, never," he says curtly. "I once said I'd only do it if it cured cancer. And that's still how I feel.
22. ↑  Emily Mack (15 tháng 5 năm 2015). “Hear Previously Unreleased 1994 Savage Garden Demo, 'She'”. www.musicfeeds.com.au. Truy cập ngày 15 tháng 5 năm 2015.
23. ↑  Bernard Zuel (15 tháng 5 năm 2015). “Savage Garden release first new song, She, in a decade”. Sydney Morning Herald. Truy cập ngày 15 tháng 5 năm 2015.
24. 1 2 3  “Australian Charts > Savage Garden”. australian-charts.com Hung Medien. Truy cập ngày 18 tháng 5 năm 2008.
25. ↑  “Austrian Charts > Savage Garden” (bằng tiếng Đức). austriancharts.at Hung Medien. Truy cập ngày 28 tháng 4 năm 2008.
26. ↑  “Savage Garden Chart History: Canadian Albums”. Billboard. Truy cập ngày 12 tháng 7 năm 2021.
27. 1 2  “French Charts > Savage Garden” (bằng tiếng Pháp). lescharts.com Hung Medien. Truy cập ngày 18 tháng 5 năm 2008.
28. ↑  “Chartverfolgung / Savage Garden / Longplay” (bằng tiếng Đức). musicline.de PhonoNet. Bản gốc lưu trữ ngày 3 tháng 3 năm 2016. Truy cập ngày 4 tháng 8 năm 2010.
29. 1 2 3  “New Zealand Charts > Savage Garden”. charts.nz Hung Medien. Truy cập ngày 18 tháng 5 năm 2008.
30. 1 2 3  “Swedish Charts > Savage Garden”. swedishcharts.com Hung Medien. Truy cập ngày 18 tháng 5 năm 2008.
31. ↑  “Swiss Charts > Savage Garden” (bằng tiếng Đức). hitparade.ch Hung Medien. Truy cập ngày 18 tháng 5 năm 2008.
32. 1 2 3 4  “UK Charts > Savage Garden”. Official Charts Company. Truy cập ngày 12 tháng 7 năm 2021.
33. ↑  “Savage Garden Chart History: Billboard 200”. Billboard. Truy cập ngày 12 tháng 7 năm 2021.
34. 1 2  “ARIA Charts > Accreditations > 2001 Albums”. Australian Recording Industry Association. Truy cập ngày 15 tháng 6 năm 2008.
35. 1 2 3 4 5  “BPI Certified Awards”. British Phonographic Industry. Bản gốc lưu trữ ngày 11 tháng 1 năm 2013. Truy cập ngày 5 tháng 8 năm 2010.
36. 1 2  “Gold-/Platin-Datenbank (Savage Garden)” (bằng tiếng Đức). Bundesverband Musikindustrie. Truy cập ngày 5 tháng 8 năm 2010.
37. 1 2  “CRIA Gold & Platinum”. Canadian Recording Industry Association. Bản gốc lưu trữ ngày 12 tháng 4 năm 2009. Truy cập ngày 4 tháng 12 năm 2008.
38. 1 2 3 4 5  “Chứng nhận    Hoa Kỳ – Savage Garden” (bằng tiếng Anh). Hiệp hội Công nghiệp Ghi âm Hoa Kỳ. Truy cập ngày 5 tháng 8 năm 2010.
39. ↑  サヴェージ・ガーデンのランキング [Savage Garden album sales ranking] (bằng tiếng Nhật). Oricon. Bản gốc lưu trữ ngày 15 tháng 12 năm 2016. Truy cập ngày 15 tháng 11 năm 2016.
40. ↑  Peak positions for UK:The Singles: “Chart Log UK: New Entries Update 23.01.2016 (wk3)”. zobbel.de, UKChartsPlus. Truy cập ngày 29 tháng 1 năm 2016.
41. ↑  “ARIA Charts > Accreditations > 2005 Albums”. Australian Recording Industry Association. Truy cập ngày 4 tháng 12 năm 2008.
42. ↑  “ARIA Report Issue 569” (PDF). Bản gốc (PDF) lưu trữ ngày 21 tháng 2 năm 2002. Truy cập ngày 30 tháng 9 năm 2021.
43. ↑  Canadian peak chart positions
44. ↑  “Chartverfolgung / Savage Garden / Single” (bằng tiếng Đức). musicline.de PhonoNet. Bản gốc lưu trữ ngày 30 tháng 11 năm 2016. Truy cập ngày 5 tháng 8 năm 2010.
45. ↑  “Irish Charts > Savage Garden”. Irish Recorded Music Association. Truy cập ngày 5 tháng 8 năm 2010.
46. ↑  “Hit Parade Italia - Indice per Interprete: S”. Hit Parade Italia. Truy cập ngày 6 tháng 7 năm 2012.
47. ↑  “Savage Garden Chart History: Hot 100”. Billboard. Truy cập ngày 12 tháng 7 năm 2021.
48. ↑  “The ARIA Australian Top 100 Singles 1996”. Imgur.com (original document published by ARIA). Bản gốc lưu trữ ngày 2 tháng 11 năm 2015. Truy cập ngày 5 tháng 4 năm 2017.
49. 1 2 3  “ARIA Charts > Accreditations > 1997 Singles”. Australian Recording Industry Association. Truy cập ngày 12 tháng 5 năm 2008.
50. 1 2  “ARIA Charts > Accreditations > 1999 Singles”. Australian Recording Industry Association. Truy cập ngày 12 tháng 5 năm 2008.
51. 1 2  “ARIA Charts > Accreditations > 2000 Singles”. Australian Recording Industry Association. Truy cập ngày 12 tháng 5 năm 2008.
52. ↑  Truly Madly Completely: The Best of Savage Garden (DVD). Columbia Records.
53. ↑  “Savage Garden Making of Universe”. YouTube. Truy cập ngày 22 tháng 4 năm 2012.
54. ↑  Bligh, Anna (10 tháng 6 năm 2009). “PREMIER UNVEILS QUEENSLAND'S 150 ICONS”. Queensland Government. Bản gốc lưu trữ ngày 24 tháng 5 năm 2017. Truy cập ngày 24 tháng 5 năm 2017.
55. ↑  50 Greatest Australian Artists of All Time – #28: Savage Garden. Vance Joy, Rolling Stone Australia,  10 February 2021. Retrieved  10 February 2021.
56. Holmgren, Magnus. “Savage Garden”. Australian Rock Database. Passagen.se (Magnus Holmgren). Bản gốc lưu trữ ngày 7 tháng 10 năm 2012. Truy cập ngày 4 tháng 3 năm 2014.